# DB-Baureihe 215
Die Fahrzeuge der Baureihe 215 sind Diesellokomotiven, die zwischen 1968 und 1971 von der Deutschen Bundesbahn für den mittelschweren Reise- und Güterzugdienst auf Haupt- und Nebenbahnen beschafft wurden und im Zuge der Privatisierung in das Eigentum der Deutschen Bahn übergegangen sind. Sie basieren auf der Plattform der Baureihe V 160.
Nach der Jahrtausendwende verkaufte bzw. vermietete die Deutsche Bahn die Fahrzeuge an die Tochterunternehmen DB Cargo und DB AutoZug, wo sie bis 2008 eingesetzt und dann ausgemustert wurden. Ein Teil der Fahrzeuge wurde zuvor durch DB Cargo modernisiert und wird seitdem unter der Baureihe 225 geführt.
Heutzutage ist die Mehrheit der Fahrzeuge verschrottet; der Rest wurde durch andere Eisenbahnverkehrsunternehmen aufgekauft.

## Technik
Die Lokomotive hat einen dieselhydraulischen Antrieb. Dieser erfolgt über Kardanwellen vom mittig angeordneten Getriebe zu den beiden zweiachsigen Drehgestellen. So werden über Radsatzgetriebe jeweils beide und somit alle Achsen angetrieben. Ein Wendegetriebe ermöglicht den Richtungswechsel. Ein Hilfsdieselmotor konnte bei abgestellter Lokomotive als Luftpresser arbeiten und die Batterien nachladen, somit mussten die Fahrzeuge nicht zwingend in der Nähe eines Fremdstromanschlusses stehen.
Im Gegensatz zu anderen Baumustern der V-160-Familie wurden die Fahrzeuge zusätzlich mit Zwangsdurchlaufkesseln für die Dampfheizung von Reisezugwagen ausgerüstet. Die Loks 215 030 bis 032 erhielten 1974 versuchsweise anstelle der Dampfheizung ein dieselelektrisches Heizaggregat, welches von einem Heizdieselmotor vom Typ 8V 331 TC 11, ein wassergekühlter Viertaktmotor mit Direkteinspritzung, angetrieben wurde. Dieser Motor hatte eine Leistung von 710 kW bei 2.100/min. Die Übertragung der Leistung erfolgte direkt auf den Heizgenerator, daher konnte, anders als bei der Baureihe 217, diese Leistung nicht über das Strömungsgetriebe zum Antrieb mitverwendet werden. In den als 225 030 bis 032 bezeichneten Loks wurden die Heizdiesel zwischenzeitlich wieder entfernt und durch Ballastgewichte ersetzt. Mittlerweile wurden 225 030 und 032 an die Eisenbahngesellschaft Potsdam sowie 225 031 an WRS Deutschland verkauft.
Im Laufe ihrer Geschichte erhielten einige Loks auch zeitweise besondere Ausstattungen, so erhielten beispielsweise die Loks mit den Ordnungsnummern 023 bis 029 für den Einsatz bei der SNCB das belgische Zugsicherungssystem Crocodile (Zugbeeinflussung).

## Geschichte
Geplant waren die Fahrzeuge im alten Baureihenschema als V 163. Der Hauptgrund für den Bau der Baureihe 215 lag darin, dass die Baureihe 218 noch nicht die Serienreife erreicht hatte, die Bundesbahn aber die noch vorhandenen Dampflokomotiven ersetzen wollte. Die Lokomotiven sollten daher später in die Baureihe 218 umgebaut werden können, wozu sie bereits den um 400 Millimeter verlängerten Lokkasten anderer bis dahin nur als Prototyp vorhandener Baureihen bekam.
Die zehn Vorserienmaschinen wurden 1968 und 1969 von Krupp mit Dieselmotoren des Typs V6V 23/23 TL (2.500 PS) von MAN ausgeliefert. Die Maschinen 215 011 bis 215 070 und 215 094 bis 215 150 wurden dann mit dem schwächeren, aber zuverlässigeren Mercedes-Benz MB 839 Bb (1900 PS) aus der Baureihe 216 ausgerüstet, während die 215 071 bis 215 093 wiederum den stärkeren Motor erhielt, der inzwischen als MTU MA 12 V 956 TB 10 bezeichnet wurde.

Die Baureihe 215 kam vor allen Zuggattungen zum Einsatz. Schwerpunkt waren die Eifelbahn, der Niederrhein und Baden-Württemberg bis herunter zum Bodenseeraum. Starleistung in den 1980er Jahren war der D 216/217 „Austria-Express“ (Klagenfurt – (Graz – Krefeld –) Amsterdam) zwischen Krefeld Hbf und Arnhem/Niederlande, der mit den elektrisch heizenden Lokomotiven dieser Baureihe (030 bis 032) bespannt wurde.

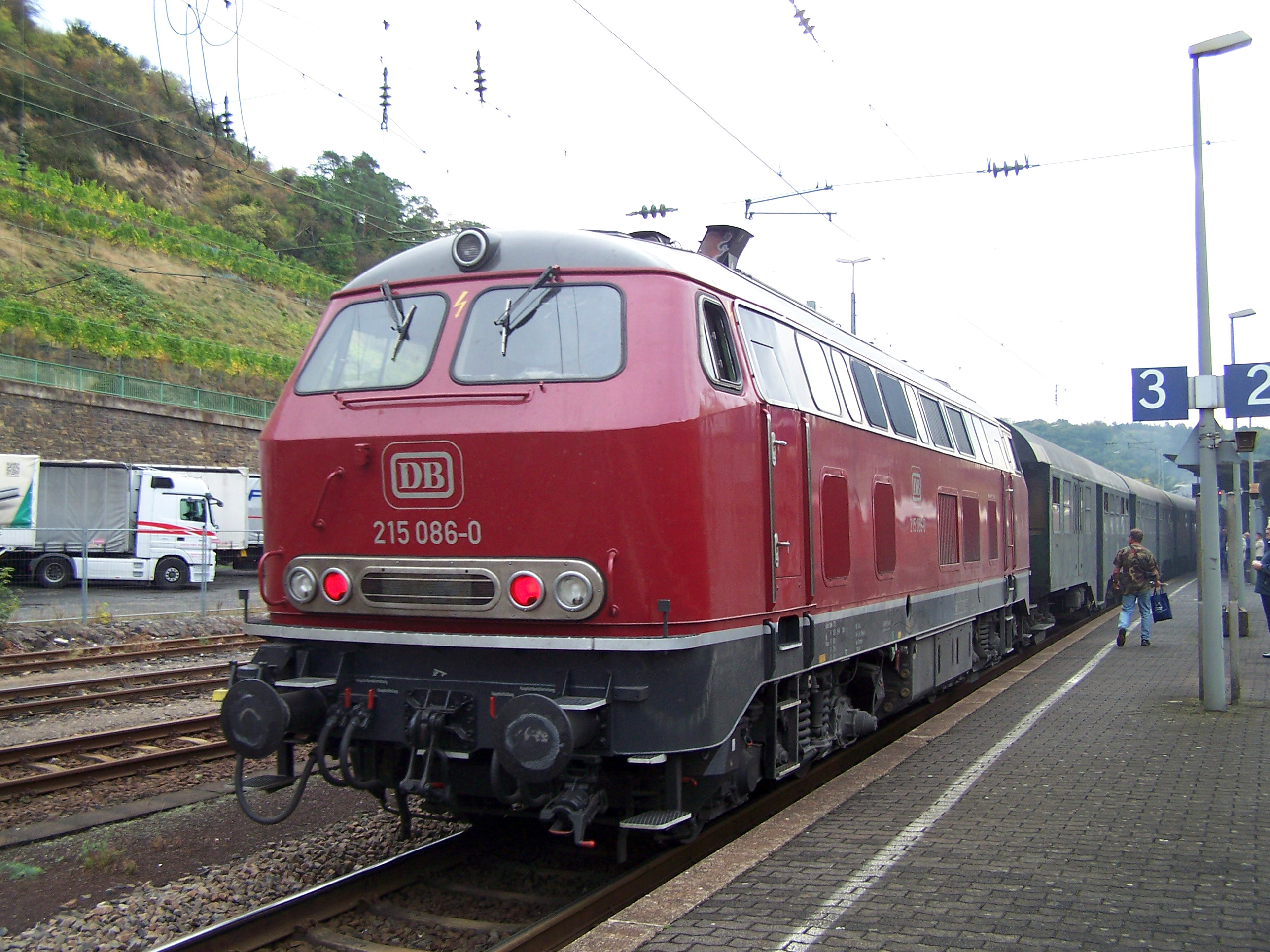
215 086 in purpurrot im Bahnhof von Linz am Rhein (2012)

Mitte der 1980er erhielten die Maschinen mit 12-Zylinder-V-Motor Abgashutzen auf dem Dach. Sie bewirkten eine Beschleunigung und Umlenkung der Abgase, sodass bei klimatisierten Reisezugwagen, welche auf dem Dach die Luftansaugöffnungen hatten, eine Belästigung der Fahrgäste durch Abgase oder Abgasgerüche vermieden wurde. Weiterhin sorgten die Hutzen noch für andere Effekte: Die bis zu 280 °C heißen Abgase wurden V-förmig an der Oberleitung vorbeigeleitet, sodass die Oberleitung nicht verrußt wurde und sich nicht zu sehr ausdehnte. Außerdem wurde die Gefahr von Böschungsbränden durch herabsinkende, heiße Rußpartikel reduziert. Des Weiteren wurden die Maschinen nachträglich mit einer Türschließanlage und Bremsgestängesteller zum automatischen Nachstellen des Bremskolbenhubes ausgerüstet.

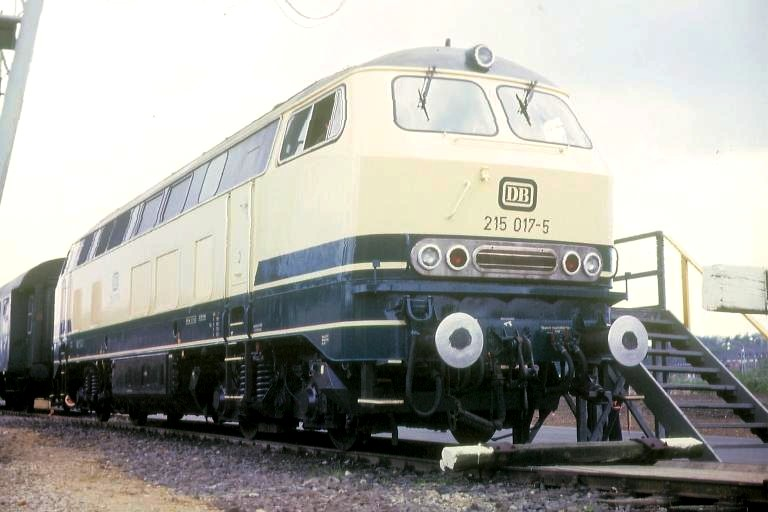
215 017 in ozeanblau/beige

Ab dem Jahr 2000 wurden die Fahrzeuge verstärkt ausgemustert. Die letzten planmäßigen Leistungen der Baureihe 215 wurden bis April 2003 bei DB Regio Hessen gefahren. Außerplanmäßig wurden sie danach nur noch bei der DB Regionalbahn Rheinland eingesetzt, wurden dort dann aber im Juni des gleichen Jahres an die DB AutoZug GmbH verkauft. Der beabsichtigte Umbau der Maschinen in die als Serienlösung gewählte Baureihe 218 blieb bis auf die verunfallte 215 112 wegen der hohen Kosten aus.
Durch den Verkauf von Lokomotiven von DB Regio an DB Cargo wurde die Baureihe 225 geschaffen. Es wurde bei ihnen meistens im Rahmen einer Hauptuntersuchung die Dampfheizung ausgebaut und durch ein Vorwärm- und Warmhaltegerät ersetzt. Um die Dienstmasse wieder anzugleichen, wurden zusätzlich Ballastgewichte eingebaut. Von 2001 bis 2003 wurden 68 Lokomotiven umgebaut, sie erhielten die neue Baureihenbezeichnung 225. Zeitweise waren bei der EfW-Verkehrsgesellschaft 9 Lokomotiven im Einsatz.

## Umbau-Variante Baureihe 215.9

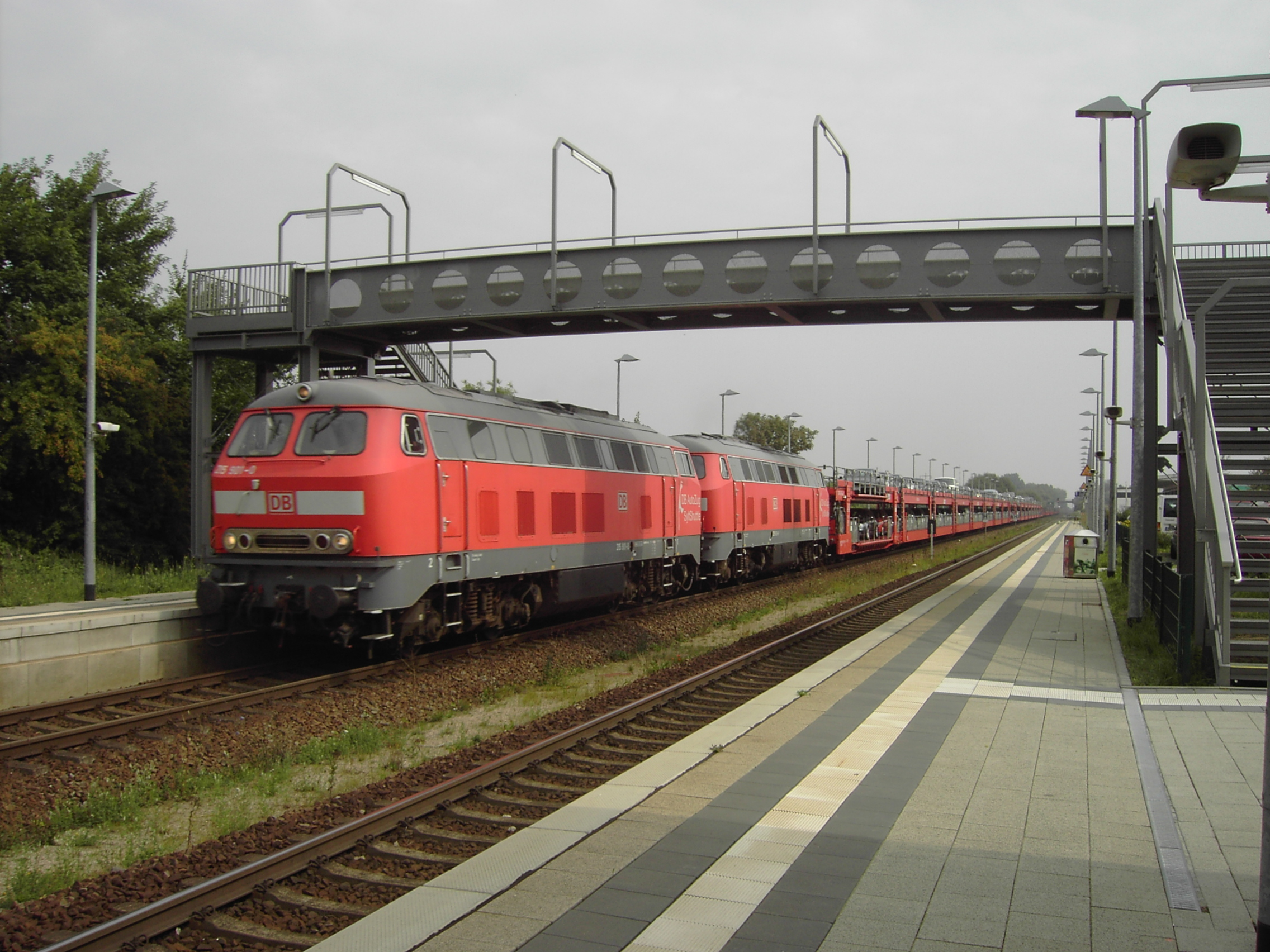
215 901, die erste umgebaute Lok vor dem SyltShuttle (2006)

Im Sommer 2003 kaufte DB AutoZug insgesamt 17 Loks von DB Regio, ließ 14 Stück analog zur Baureihe 225 umbauen und bezeichnete sie als Baureihe 215.9. Die übrigen vier Lokomotiven dienten als Ersatzteilspender. Auf die ursprünglich vorgesehene Umzeichnung in die Baureihe 225.9 wurde verzichtet, weil die Baureihe 215 bereits aus dem Fahrzeugbestand ausgeschieden und die Nummer zur Neubelegung frei war.
Der für die Dampfheizung benötigte Heizkessel und der Speisewasserbehälter wurden ausgebaut. Stattdessen wurden ein Vorwärmgerät und ein Ballastgewicht eingebaut. Die Motoren blieben in den Fahrzeugen. Der Tank wurde umgebaut und erhielt ein Fassungsvermögen von 2.700 Litern Dieselkraftstoff und 650 Litern Heizöl. Die Lokomotiven wurden für den digitalen Zugbahnfunk GSM-R ausgerüstet und erhielten neue Drehgestelle mit automatischen Bremsgestängestellern.
Das Einsatzgebiet der Baureihe 215.9 waren die als SyltShuttle bezeichneten Autozüge zwischen Niebüll und Westerland. Der Einsatz dieser Baureihe endete 2008. Im März 2008 wurden die Lokomotiven von der Ausbesserung zurückgestellt und im September endgültig abgestellt. Die letzte betriebsfähige Lokomotive, 215 901, absolvierte ihre letzte Fahrt am 11. und 12. September 2008. Sie zog einen aus vier weiteren Loks der Baureihe 215.9 bestehenden Lokzug von Westerland nach Chemnitz. Die Lokomotiven wurden auf dem Gelände des dortigen DB-Werkes bis zur Verwertung abgestellt.
Im Oktober 2017 wurden die Lokomotiven (908, sowie 911–914) zu einem Verwerter in Espenhain überführt und dort verschrottet. Die Lokomotiven (903 und 905) wurden im selben Monat zur Firma „Railsystems“ aus Gotha zur Entnahme von Ersatzteilen überführt. Von dort aus wurden die Loks ebenfalls an einen Verwerter verkauft und verschrottet. Die übrigen Lokomotiven (901, 902, 904, 906, 907, 909 und 910) wurden im Februar 2019 aus dem Stillstandsmanagement Chemnitz in das neue Stillstandsmanagement Leipzig-Engelsdorf überführt und standen dort zum Verkauf.
Am 15. Juli 2025 gingen auch die letzten sieben 215.9 von Engelsdorf nach Opladen zur Verwertung. Mit der 215 904-4 wurde am 24. Juli 2025 die letzte Lokomotive der Baureihe 215.9 in Opladen verschrottet.

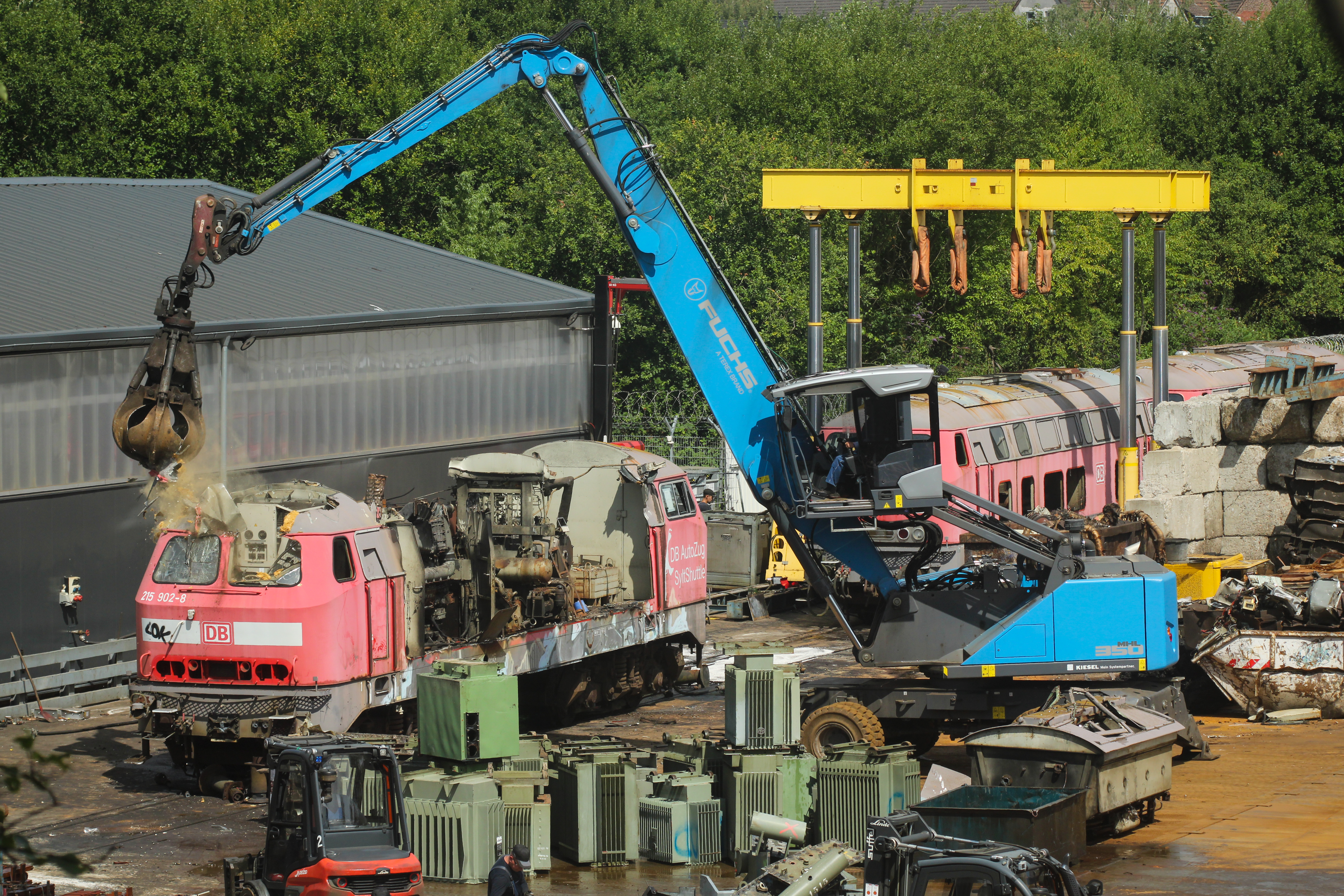
Verschrottung der 215 902-8 bei der Bender Recycling GmbH & Co. KG am 17. Juli 2025

## Verbleib
Manche Fahrzeuge der Baureihe 215 sind nach Umbau zur Baureihe 225 noch im Einsatz. 225 086 wurde 2011 an die Rheinische Eisenbahn GmbH, eine Tochtergesellschaft der Eifelbahn Verkehrsgesellschaft (EVG), verkauft und 2012 in den Original-Auslieferzustand, als 215 086 beschriftet, zurückversetzt.
215 049 befindet sich im DB Museum Koblenz, 215 122 im Bahnbetriebswerk Crailsheim. Neun Lokomotiven sind bei der EfW im Einsatz. Diese sind Fahrzeuge der BR 225, werden dort aber als 215 bezeichnet. 215 001 ist bei der Internationalen Gesellschaft für Eisenbahnverkehr (IGE) eingestellt.
Bestand und Verbleib der Loks der Baureihe 215/225 (Stand: November 2021):
| Fahrzeugnummer (92 80 1xxx xxx-x)                                   | Betreiberbezeichnung | Betreiber | Bemerkung |
| ------------------------------------------------------------------- | -------------------- | --------- | --- |
| Vorserie                                                            |                      |           | |
| 225 001-7                                                           | 215 001-9            | BLC       | purpurrot, betriebsfähig |
| 225 002-5                                                           | 225 002-5            | EGP       | EGP-Lackierung, betriebsfähig |
| 225 003-3                                                           | 225 003-3            | RIS       | verkehrsrot, zerlegt (30.01.2020) TSR, Chemnitz |
| 225 004-1                                                           | 215 004-3            | WRSCH     | ozeanblau/beige, Lok wurde Ende Juli 2020 von der AVG an WRS Deutschland verkauft, um mit der Lok Güterzüge auf der Hunsrückquerbahn zu ziehen, betriebsfähig                                                                            |
| 225 005-8                                                           | 225 005-8            | WRSCH     | verkehrsrot, 2021 von RNE an WRS Deutschland verkauft, nicht betriebsfähig |
| 225 006-6                                                           | 225 006-6            | EGP       | EGP-Lackierung, betriebsfähig |
| 215 007-6                                                           | 215 126-4            | DB        | verkehrsrot, Unfall am 30.11.2000 mit 650 113-4 in Herbrechtingen, Ausgemustert als 215 126-4 (II), zerlegt (xx.06.2004) Steil, Ehrang                                                                                                   |
| 225 008-2                                                           | 225 008-2            | EGP       | verkehrsrot, abgestellt Neustrelitz, testweise mit MTU 12V 4000 R84 ausgerüstet, nicht betriebsfähig |
| 225 009-0                                                           | 225 009-0            | EFW       | verkehrsrot, Ersatzteilspender, nicht betriebsfähig |
| 225 010-8                                                           | 225 010-8            | BBG       | gelb, betriebsfähig |
| Serie                                                               |                      |           | |
| 225 011-6                                                           | 225 011-6            | SDEHN     | verkehrsrot, 2016 an Lokservice Sascha Dehn verkauft, nicht betriebsfähig |
| 225 012-4                                                           | 225 012-4            | DB        | orientrot, zerlegt (xx.04.2009) Steil, K-Deutz |
| 215 013-4                                                           | 215 013-4            | DB        | orientrot, zerlegt (xx.08.2003) Steil, Ehrang |
| 225 014-0                                                           | 225 014-0            | DB        | verkehrsrot, zerlegt (xx.07.2009) Steil, K-Deutz |
| 225 015-7                                                           | BBL 19               | BBL       | BBL Lackierung, betriebsfähig |
| 225 016-5                                                           | 225 016-5            | DB        | verkehrsrot, zerlegt (xx.07.2009) Steil, K-Deutz |
| 225 017-3                                                           | 215 017-5            | NEOX      | purpurrot, betriebsfähig |
| 225 018-1                                                           | 215 018-3            | BLP       | purpurrot, betriebsfähig |
| 215 019-1                                                           | 215 019-1            | DB        | verkehrsrot, zerlegt (15.03.2004) Steil, K-Deutz |
| 225 020-7                                                           | 225 020-7            | WRSCH     | verkehrsrot, von WRS an Nürnberger Leasing GmbH verkauft, nicht betriebsfähig |
| 225 021-5                                                           | 215 021-7            | EFW       | purpurrot, betriebsfähig |
| 215 022-5                                                           | 218 441-4            | DB        | verkehrsrot, Zweitbesetzung 218 441-4, Versuchsträger, neuer Führerstand, Zugzielanzeige etc., zerlegt (xx.11.2010) Steil, K-Deutz |
| 225 023-1                                                           | 215 023-3            | BLP       | purpurrot, betriebsfähig |
| 225 024-9                                                           | 215 024-1            | NEOX      | purpurrot, betriebsfähig |
| 225 025-6                                                           | 215 025-8            | BLP       | purpurrot, betriebsfähig |
| 225 026-4                                                           | 225 026-4            | DB        | verkehrsrot, zerlegt (xx.04.2013) Steil, K-Deutz |
| 225 027-2                                                           | 215 027-4            | NEOX      | purpurrot, betriebsfähig |
| 225 028-0                                                           | 215 028-2            | EFW       | purpurrot, betriebsfähig |
| 225 029-8                                                           | 225 029-8            | EGP       | verkehrsrot, zerlegt (xx.02.2018) Mukran |
| 225 030-6                                                           | 225 030-6            | EGP       | EGP-Lackierung, betriebsfähig |
| 225 031-4                                                           | 225 031-4            | WRSCH     | verkehrsrot, von EfW an WRS verkauft, nicht betriebsfähig |
| 225 032-2                                                           | 225 032-2            | EGP       | verkehrsrot, zerlegt (19.04.2021) Mukran (durch Ziems Recycling Malchow GmbH, Malchow) |
| 215 033-2                                                           | 215 033-2            | DB        | verkehrsrot, zerlegt (xx.05.2003) Steil, K-Deutz |
| 215 901-0                                                           | 215 901-0            | DB        | verkehrsrot, abgestellt SSM Leipzig-Engelsdorf, nicht betriebsfähig |
| 215 902-8                                                           | 215 902-8            | DB        | verkehrsrot, abgestellt SSM Leipzig-Engelsdorf, nicht betriebsfähig |
| 215 903-6                                                           | 215 903-6            | DB        | verkehrsrot, zerlegt (xx.10.2017) Steil, Ehrang |
| 215 037-3                                                           | 215 037-3            | DB        | orientrot, zerlegt (xx.06.2004) Steil, K-Deutz |
| 215 038-1                                                           | 215 038-1            | DB        | ozeanblau/beige zerlegt (17.01.2003) Steil, K-Deutz |
| 215 039-9                                                           | 215 039-9            | DB        | orientrot, zerlegt (xx.06.2004) Steil, K-Deutz |
| 225 040-5                                                           | 225 040-5            | DB        | verkehrsrot, zerlegt (xx.09.2010) Steil, K-Deutz |
| 215 041-5                                                           | 215 041-5            | DB        | ozeanblau/beige, zerlegt (xx.03.1995) Meyer, Bremen-Hemelingen |
| 215 042-3                                                           | 215 042-3            | DB        | orientrot, zerlegt (01.04.2004) Steil, K-Deutz |
| 215 043-1                                                           | 215 043-1            | DB        | orientrot, zerlegt (xx.08.2003) Steil, K-Deutz |
| 215 044-9                                                           | 215 044-9            | DB        | ozeanblau/beige, zerlegt (xx.01.2002) Steil, K-Deutz |
| 225 045-4                                                           | 225 045-4            | DB        | verkehrsrot, zerlegt (xx.06.2004) Steil, K-Deutz |
| 215 904-4                                                           | 215 904-4            | DB        | verkehrsrot, abgestellt SSM Leipzig-Engelsdorf, nicht betriebsfähig |
| 215 905-1                                                           | 215 905-1            | DB        | verkehrsrot, zerlegt (xx.10.2017) Steil, Ehrang |
| 215 906-9                                                           | 215 906-9            | DB        | verkehrsrot, abgestellt SSM Leipzig-Engelsdorf, nicht betriebsfähig |
| 215 049-8                                                           | 215 049-8            | DB        | verkehrsrot, DB Museum Koblenz, nicht betriebsfähig |
| 215 050-6                                                           | 215 050-6            | DB        | ozeanblau/beige, zerlegt (17.01.2003) Steil, K-Deutz |
| 225 051-2                                                           | 225 051-2            | DB        | verkehrsrot, zerlegt (xx.07.2013) Steil, K-Deutz |
| 215 052-2                                                           | 215 052-2            | DB        | orientrot, zerlegt (xx.01.2003) Steil, K-Deutz |
| 225 053-8                                                           | 225 053-8            | DB        | verkehrsrot, zerlegt (xx.09.2010) Steil, K-Deutz |
| 215 054-8                                                           | 215 054-8            | DB        | ozeanblau/beige, zerlegt (xx.01.2003) Steil, K-Deutz |
| 215 055-5                                                           | 215 055-5            | DB        | orientrot, zerlegt (xx.08.2003) Steil, K-Deutz |
| 215 907-7                                                           | 215 907-7            | DB        | verkehrsrot, abgestellt SSM Leipzig-Engelsdorf, nicht betriebsfähig |
| 215 057-1                                                           | 215 057-1            | DB        | verkehrsrot, zerlegt (xx.08.2003) Steil, K-Deutz |
| 215 058-9                                                           | 215 058-9            | DB        | orientrot, zerlegt (xx.08.2003) Steil, K-Deutz |
| 225 059-5                                                           | 225 059-5            | DB        | orientrot, zerlegt (xx.09.2010) Steil, K-Deutz |
| 225 060-3                                                           | 225 060-3            | DB        | orientrot, zerlegt (xx.09.2010) Steil, K-Deutz |
| 215 061-3                                                           | 215 061-3            | DB        | orientrot, zerlegt (xx.01.2003) Steil, K-Deutz |
| 215 908-5                                                           | 215 908-5            | DB        | verkehrsrot, zerlegt (xx.xx.2017) Scholz, Espenhain |
| 215 063-9                                                           | 215 063-9            | DB        | verkehrsrot, zerlegt (xx.05.2003) Steil, K-Deutz |
| 215 909-3                                                           | 215 909-3            | DB        | verkehrsrot, abgestellt SSM Leipzig-Engelsdorf, nicht betriebsfähig |
| 225 065-2                                                           | 225 065-2            | DB        | orientrot, zerlegt (xx.11.2004) Steil, K-Deutz |
| 215 066-2                                                           | 215 066-2            | DB        | ozeanblau/beige, zerlegt (xx.06.2004) Steil, K-Deutz |
| 215 067-0                                                           | 215 067-0            | DB        | orientrot, zerlegt (xx.01.2003) Steil, K-Deutz |
| 215 068-8                                                           | 215 068-8            | DB        | ozeanblau/beige, zerlegt (07.01.2004) Gießen |
| 215 069-6                                                           | 215 069-6            | DB        | orientrot, zerlegt (xx.05.2003) Steil, K-Deutz |
| 215 070-4                                                           | 215 070-4            | DB        | orientrot, zerlegt (04.01.2002) Rostock Hafen |
| 225 071-0                                                           | 225 071-0            | KHR       | orange, Zustand unbekannt |
| 225 072-0                                                           | 225 072-0            | DB        | orientrot, zerlegt (xx.06.2004) Steil, K-Deutz |
| 225 073-6                                                           | 225 073-6            | BMB       | grün/grau, 2020 von AIXrail an BM-Bahndienste verkauft, betriebsfähig |
| 225 074-4                                                           | 225 074-4            | DB        | ozeanblau/beige, zerlegt (xx.12.2005) Steil, Ehrang |
| 225 075-1                                                           | 225 075-1            | DB        | verkehrsrot, zerlegt (30.08.2013) Steil, K-Deutz |
| 225 076-9                                                           | 225 076-9            | DB        | orientrot, zerlegt (xx.12.2005) Steil, Ehrang |
| 225 077-7                                                           | 225 077-7            | DB        | orientrot, zerlegt (xx.12.2005) Steil, Ehrang |
| 225 078-5                                                           | 225 078-5            | DB        | verkehrsrot, zerlegt (xx.12.2010) Scholz, Espenhain |
| 225 079-3                                                           | Wiebe 17             | BLP       | orangerot mit umlaufendem Band, betriebsfähig |
| 215 080-3                                                           | 215 080-3            | DB        | ozeanblau/beige, zerlegt (xx.03.1995) Meyer, Bremen-Hemelingen |
| 225 081-9                                                           | 225 081-9            | DB        | verkehrsrot, zerlegt (22.06.2016) Bender, Opladen |
| 225 082-7                                                           | 215 082-9            | VOLL      | ozeanblau/beige, Aggerbahn Andreas Voll, betriebsfähig |
| 215 083-7                                                           | 215 083-7            | DB        | ozeanblau/beige, zerlegt (xx.03.1995) Meyer, Bremen-Hemelingen |
| 225 084-3                                                           | 225 084-3            | DB        | verkehrsrot, zerlegt (xx.08.2010) Scholz, Espenhain |
| 215 085-2                                                           | 215 085-2            | DB        | ozeanblau/beige, zerlegt (xx.03.1995) Meyer, Bremen-Hemelingen |
| 225 086-8                                                           | 215 086-0            | EVG       | Rheinische Eisenbahn, purpurrot, betriebsfähig |
| 215 087-8                                                           | 215 087-8            | DB        | ozeanblau/beige, zerlegt (xx.01.1995) Meyer, Bremen-Hemelingen |
| 215 088-6                                                           | 215 088-6            | DB        | ozeanblau/beige, zerlegt (xx.01.1995) Meyer, Bremen-Hemelingen |
| 182 504-0 UIC: (99 87 9182 504-0) (Frankreich) (ehem. DB 215 089-4) | V215 no. 182 504     | TSO       | gelb, 1996 an Elisabeth Layritz GmbH, Penzberg verkauft. Dort für den Einsatz in Frankreich umgebaut und 2004 an das Französische Gleisbauunternehmen „Travaux Du Sud Ouest“ verkauft. Seit 2017 ist die Lokomotive in Mexiko im Einsatz |
| 215 090-2                                                           | 215 090-2            | DB        | ozeanblau/beige, zerlegt (xx.01.1995) Meyer, Bremen-Hemelingen |
| 225 091-8                                                           | 225 091-8            | DB        | ozeanblau/beige, zerlegt (xx.09.2010) Steil, K-Deutz |
| 225 092-6                                                           | 225 092-6            | DB        | verkehrsrot, vermutlich 2014 in Alessandria (Italien) zerlegt |
| 215 093-6                                                           | 215 093-6            | DB        | ozeanblau/beige, zerlegt (17.01.2003) Steil, K-Deutz |
| 225 094-2                                                           | 225 094-2            | EGP       | betriebsfähig |
| 215 095-1                                                           | 215 095-1            | DB        | ozeanblau/beige, zerlegt (xx.01.2003) Steil, K-Deutz |
| 215 910-1                                                           | 215 910-1            | DB        | verkehrsrot, abgestellt SSM Leipzig-Engelsdorf, nicht betriebsfähig |
| 215 097-7                                                           | 215 097-7            | DB        | orientrot, zerlegt (xx.01.2003) Steil, K-Deutz |
| 215 098-5                                                           | 215 098-5            | DB        | orientrot, zerlegt (xx.06.2004) Steil, K-Deutz |
| 225 099-1                                                           | ?                    | KHR       | BBL Lackierung, nicht betriebsfähig |
| 225 100-7                                                           | BBL 16               | BBL       | BBL Lackierung, nicht betriebsfähig |
| 225 101-5                                                           | 215 101-7            | JH        | Joseph Hubert Bauunternehmung GmbH, betriebsfähig |
| 215 102-5                                                           | 215 102-5            | DB        | ozeanblau/beige, zerlegt (xx.01.1995) Meyer, Bremen-Hemelingen |
| 215 103-3                                                           | 215 103-3            | DB        | ozeanblau/beige, zerlegt (xx.01.2003) Meyer, Bremen-Hemelingen |
| 215 104-1                                                           | 215 104-1            | DB        | ozeanblau/beige, zerlegt (xx.12.1993) Meyer, Bremen-Hemelingen |
| 215 105-8                                                           | 215 105-8            | DB        | orientrot, zerlegt (xx.01.2003) Steil, K-Deutz |
| 215 106-6                                                           | 215 106-6            | DB        | orientrot, zerlegt (xx.09.2001) Rostock Hafen |
| 215 107-4                                                           | 215 107-4            | DB        | orientrot, zerlegt (xx.xx.2003) Steil, Ehrang |
| 215 108-2                                                           | 215 108-2            | DB        | ozeanblau/beige, zerlegt (xx.03.1995) Meyer, Bremen-Hemelingen |
| 225 109-8                                                           | 225 109-8            | DB        | verkehrsrot, zerlegt (24.06.2016) Bender, Opladen |
| 215 110-8                                                           | 215 110-8            | DB        | orientrot, zerlegt (06.08.2003) Steil, Ehrang |
| 225 111-4                                                           | 225 111-4            | DB        | verkehrsrot, zerlegt (xx.09.2008) Scholz, Espenhain |
| 218 399-4 (ex 215 112-4)                                            | 218 399-4            | ELBA      | 215 112 wurde nach einem Unfall am 27. November 1973 bei Horb als 218 399 wiederaufgebaut. Ende 2014 wurde die Lok von DB Systemtechnik an ELBA Logistik GmbH verkauft.                                                                  |
| 225 113-0                                                           | 225 113-0            | DB        | verkehrsrot, zerlegt (xx.07.2013) Steil, K-Deutz |
| 215 114-0                                                           | 215 114-0            | DB        | verkehrsrot, zerlegt (xx.06.2004) Steil, Ehrang |
| 215 911-9                                                           | 215 911-9            | DB        | verkehrsrot, zerlegt (xx.10.2017) Steil, Ehrang |
| 215 116-5                                                           | 215 116-5            | DB        | ozeanblau/beige, zerlegt (xx.01.2003) Steil, K-Deutz |
| 225 117-1                                                           | 225 117-1            | EFW       | 2018 an EfW verkauft, nicht betriebsfähig |
| 215 118-1                                                           | 215 118-1            | DB        | orientrot, zerlegt (08.08.2003) Steil, Ehrang |
| 215 119-9                                                           | 215 119-9            | DB        | verkehrsrot, zerlegt (15.03.2004) Steil, K-Deutz |
| 225 120-5                                                           | 225 120-5            | DB        | verkehrsrot, zerlegt (19.03.2013) Steil, K-Deutz |
| 215 121-5                                                           | 215 121-5            | DB        | verkehrsrot, zerlegt (xx.06.2004) Steil, Ehrang |
| 215 122-3                                                           | 215 122-3            | DB        | verkehrsrot, DB Museum Koblenz, Dauerleihgabe an GfF/GfE, Crailsheim, nicht betriebsfähig |
| 215 912-7                                                           | 215 912-7            | DB        | verkehrsrot, zerlegt (xx.10.2017) Steil, Ehrang |
| 215 124-9                                                           | 215 124-9            | DB        | orientrot, zerlegt (xx.06.2004) Steil, Ehrang |
| 225 125-4                                                           | 225 125-4            | DB        | verkehrsrot, zerlegt (xx.06.2004) Steil, Ehrang |
| 215 126-4                                                           | 225 007-4            | DB        | verkehrsrot, Zweitbesetzung nach Unfall von 215 007, zerlegt (xx.08.2010) Scholz, Espenhain |
| 215 913-5                                                           | 215 913-5            | DB        | verkehrsrot, zerlegt (xx.10.2017) Steil, Ehrang |
| 215 128-0                                                           | 215 128-0            | DB        | orientrot, zerlegt (xx.04.2004) Steil, K-Deutz |
| 215 129-8                                                           | 215 129-8            | DB        | orientrot, zerlegt (xx.05.2003) Steil, K-Deutz |
| 215 130-6                                                           | 215 130-6            | DB        | orientrot, zerlegt (xx.08.2003) Steil, Ehrang |
| 225 131-2                                                           | 225 131-2            | DB        | verkehrsrot, zerlegt (xx.07.2013) Steil, K-Deutz |
| 215 132-2                                                           | 215 132-2            | DB        | orientrot, zerlegt (15.03.2004) Steil, K-Deutz |
| 225 133-8                                                           | 225 133-8            | BEG       | verkehrsrot, Kurpfalzbahn - Christian Ruzika und Thomas Kaiser GbR, Lingenfeld, vermietet an Brohltal-Eisenbahn Gesellschaft mbH, betriebsfähig                                                                                          |
| 225 134-8                                                           | 225 134-8            | DB        | verkehrsrot, zerlegt (xx.09.2008) Steil, K-Deutz |
| 225 135-3                                                           | 215 135-5            | LUW       | verkehrsrot, Laeger & Wöstenhöfer GmbH, Umzeichnung in Baureihe 225 bei der Deutschen Bahn AG nur buchmäßig, nicht betriebsfähig |
| 215 136-3                                                           | 215 136-3            | DB        | verkehrsrot, zerlegt (xx.xx.2011) TSR, Magdeburg |
| 215 137-1                                                           | 215 137-1            | DB        | orientrot, zerlegt (xx.11.2003) Steil, Ehrang |
| 215 138-9                                                           | 215 138-9            | DB        | orientrot, zerlegt (xx.08.2003) Steil, Ehrang |
| 215 914-3                                                           | 215 914-3            | DB        | verkehrsrot, zerlegt (xx.10.2017) Steil, Ehrang |
| 215 140-5                                                           | 215 140-5            | DB        | orientrot, zerlegt (xx.05.2003) Steil, K-Deutz |
| 225 141-1                                                           | 225 141-1            | DB        | ozeanblau/beige, zerlegt (xx.12.2005) Steil, Ehrang |
| 215 142-1                                                           | 215 142-1            | DB        | ozeanblau/beige, zerlegt (xx.01.1995) Klöckner, Bremen-Industriehafen |
| 215 143-9                                                           | 215 143-9            | DB        | ozeanblau/beige, zerlegt (xx.01.2003) Steil, Ehrang |
| 215 144-7                                                           | 215 144-7            | DB        | ozeanblau/beige, zerlegt (xx.01.2003) Steil, K-Deutz |
| 225 145-2                                                           | 225 145-2            | DB        | verkehrsrot, zerlegt (xx.09.2010) Steil, K-Deutz |
| 215 146-2                                                           | 215 146-2            | DB        | ozeanblau/beige, zerlegt (xx.03.1995) Meyer, Bremen-Hemelingen |
| 215 147-0                                                           | 215 147-0            | DB        | orientrot, zerlegt (xx.08.2003) Steil, Ehrang |
| 215 148-8                                                           | 215 148-8            | DB        | orientrot, zerlegt (xx.01.2003) Steil, Ehrang |
| 215 149-6                                                           | 215 149-6            | DB        | ozeanblau/beige, zerlegt (xx.05.1995) Klöckner, Bremen-Industriehafen |
| 225 150-2                                                           | 225 150-2            | DB        | verkehrsrot, zerlegt (xx.04.2013) Steil, K-Deutz |